# Steppe d'Ouïmon

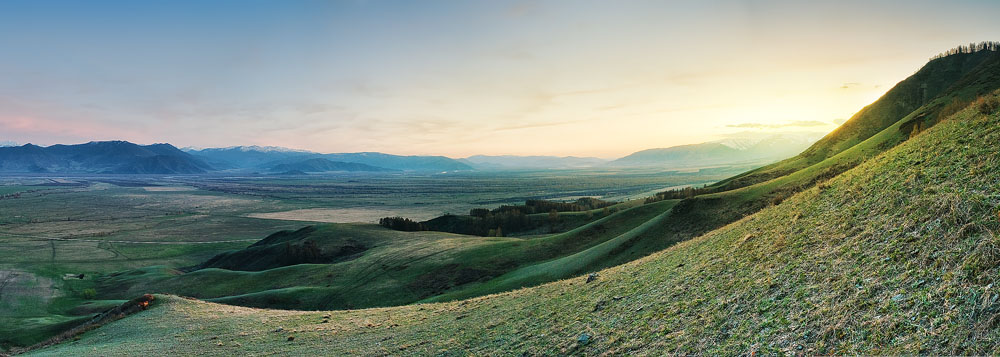
La steppe d'Ouïmon au couchant vue du village de Tchendek

La steppe d'Ouïmon (Уймонская степь) est une dépression entre les montagnes de l'Altaï central, au sud-ouest de la Sibérie. Ce plateau recouvert de végétation de steppe se trouve dans le territoire administratif du raïon d'Oust-Koksa dépendant de la république de l'Altaï (fédération de Russie), entre les monts de la Terekta au nord et les monts Katoun au sud. La steppe d'Ouïmon s'étend sur 35 kilomètres de longueur et entre 10 et 12 kilomètres de largeur, à une altitude de 900 mètres. Elle est arrosée par la rivière Katoun.
Les localités habitées de la steppe sont les villages d'Oust-Koksa (chef-lieu administratif), Bachtala, Kastakhta, Kourounda, Terekta, Tchendek, Polevodka, Margala, Tchiornaïa Retchka, Oktiabrskoïe, Verkh-Ouïmon, Nijni Ouïmon, Tikhonkaïa, Moulta, Zamoulta, Maralnik-1, Maralnik-2 et Gagarka.

## Historique
Des raskolniki ont fondé ici des villages et plus tard des paysans orthodoxes au XIXe siècle, selon le géographe Vassili Sapojnikov (1861-1924).

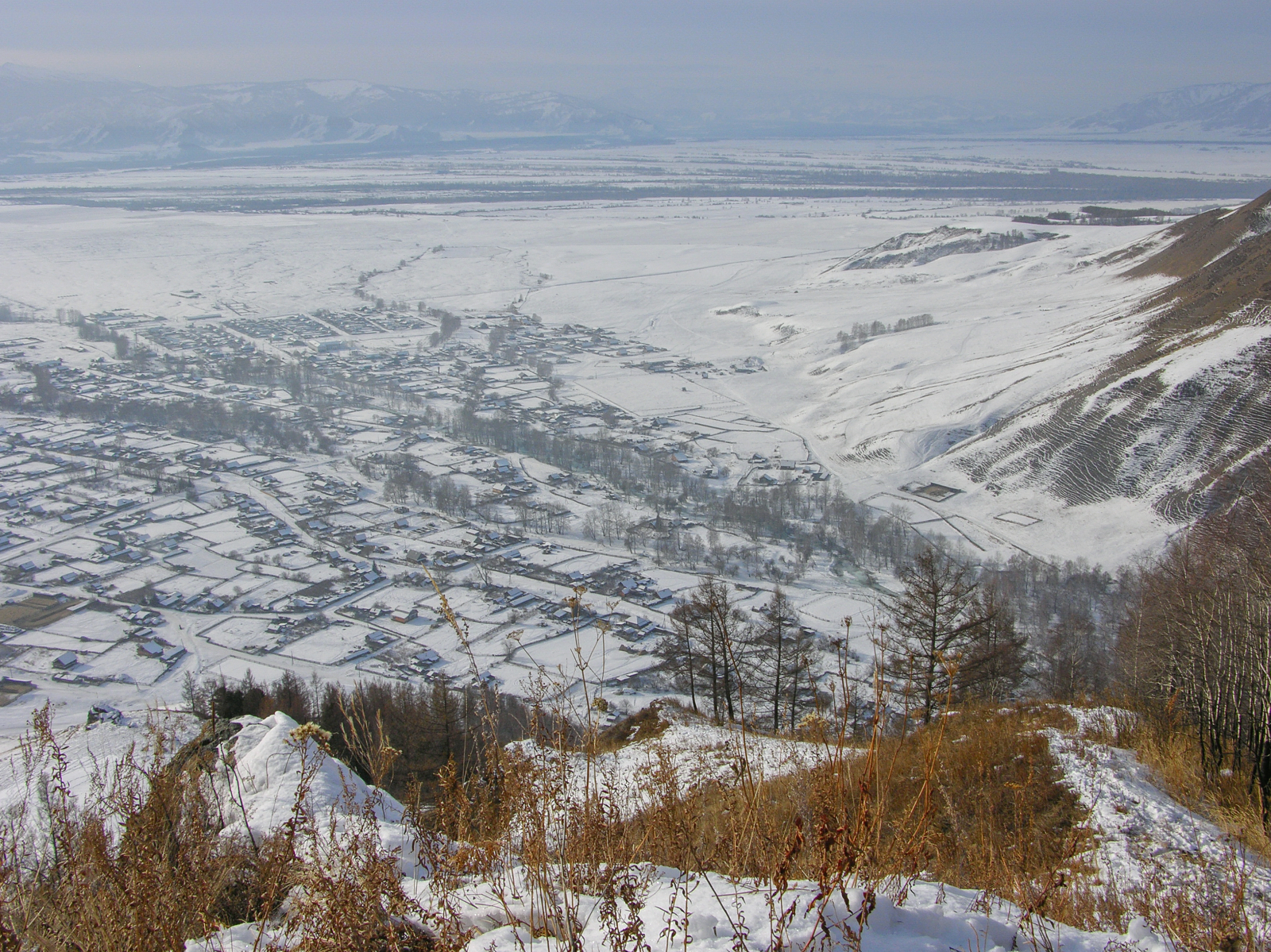
Vue en hiver du village de Tchendek prise des pentes des monts de la Terekta
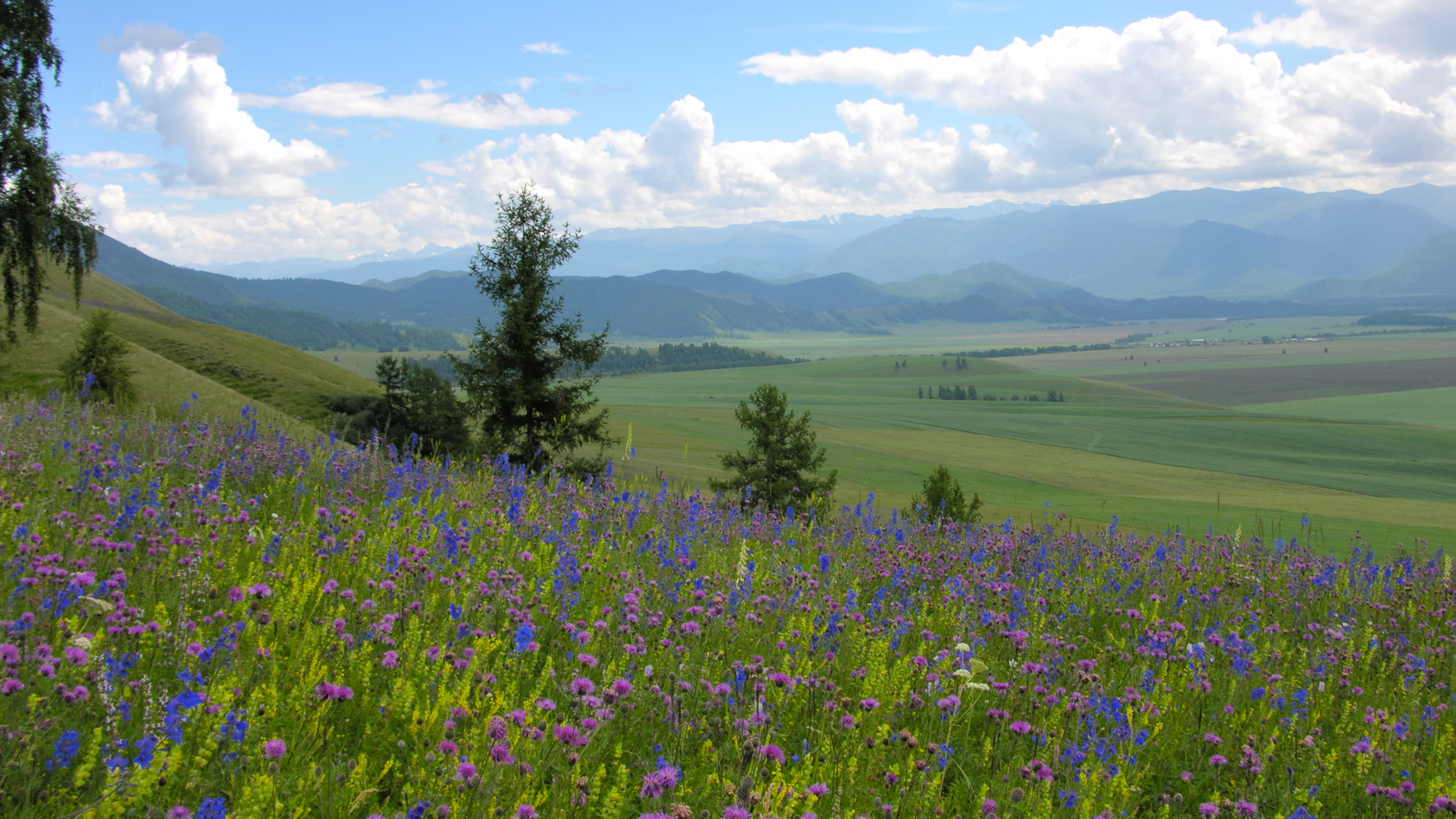
Vue de la steppe à l'ouest de Tchendek
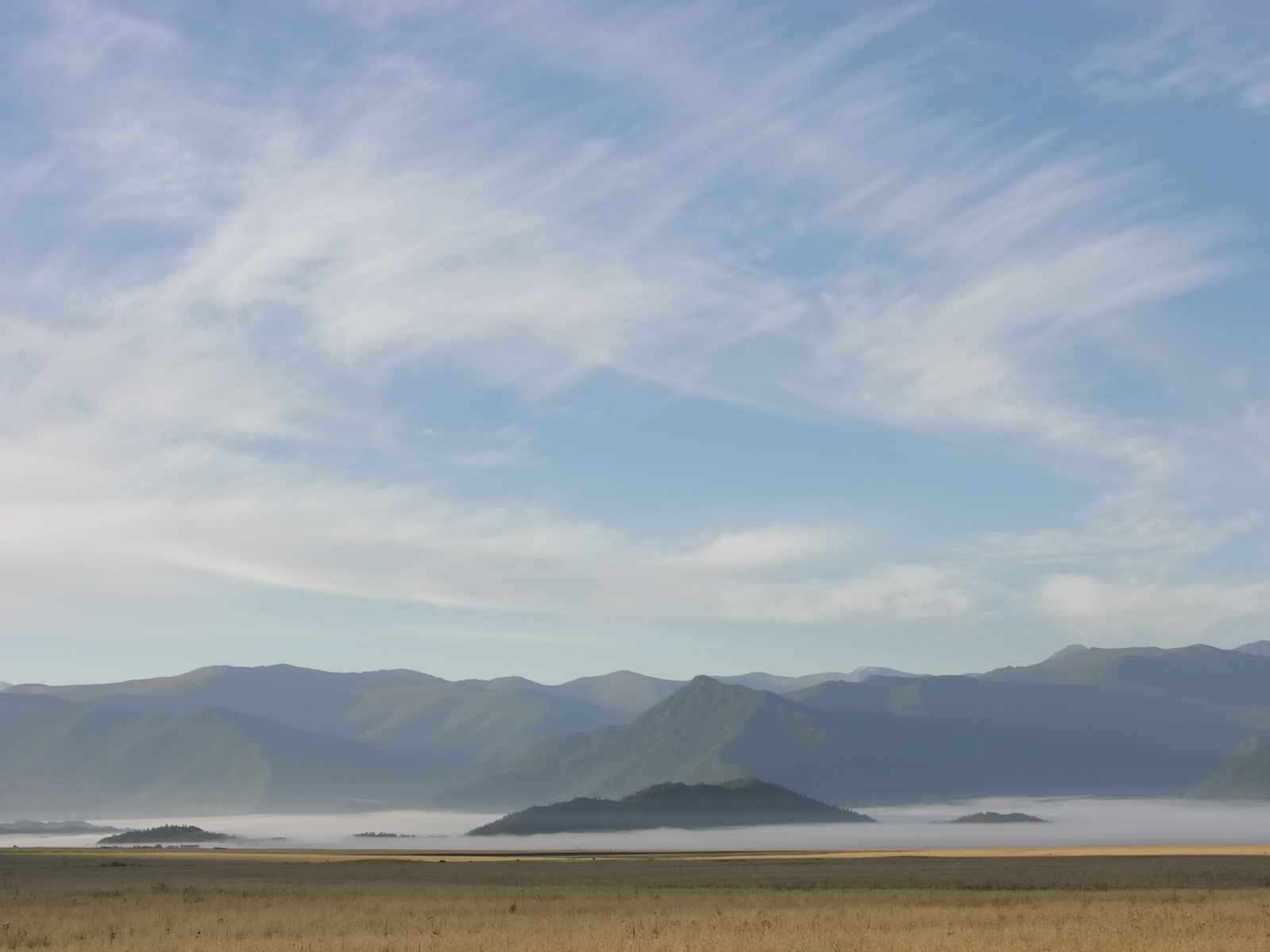
Vue des monts Katoun à partir de la steppe d'Ouïmon au sud

## Source
- (ru) Cet article est partiellement ou en totalité issu de l’article de Wikipédia en russe intitulé « Уймонская степь » (voir la liste des auteurs).